# Анатолий (Берестов)
Игу́мен Анато́лий (в миру Анато́лий Ива́нович Бе́рестов; 11 сентября 1938, Москва РСФСР СССР) — российский религиозный и общественный деятель, священнослужитель Русской Православной Церкви, врач, главный детский невропатолог города Москвы (1985—1995), доктор медицинских наук, профессор, психиатр, педиатр, духовный писатель.

## Биография
Родился в 1938 году в Москве в неверующей семье. После окончания школы поступил в фельдшерское училище, стал медиком, служил в армии в Подольске.
Позднее учился в Московском 2-м медицинском институте на педиатрическом факультете. Был лучшим студентом, единственным на курсе ленинским стипендиатом. Во время учёбы на втором курсе пришёл к вере благодаря своему брату Михаилу (позднее — схииеромонаху Рафаилу), подарившему ему первое Евангелие.
Анатолий учился во Втором медицинском институте. На втором курсе ему было рекомендовано прочитать книгу В. И. Ленина «Марксизм и эмпириокритицизм». Как сознательный студент, Берестов прочитал эту ленинскую работу от корки до корки и пришёл в ужас: «Если это — верх философии, то в чем же смысл жизни? Где его найти?» И вспомнил о Евангелии, которое подарил ему брат. Он стал искать у себя дома это Евангелие. Искал три дня. Перерыл всю квартиру, но найти не мог, хотя точно помнил, где оставлял книгу. На третий день обессиленный сел на стул и произнес про себя: «Господи, если Ты есть, сейчас же, сию минуту, пошли мне Евангелие!» И в эту самую секунду раздается звонок в дверь. Входит соседка: «Анатолий, я тут у Миши брала почитать книгу и забыла отдать. Возьми, пожалуйста». У него застучала кровь в висках. Это было Евангелие.
На пятом курсе руководством института был поставлен вопрос о его отчислении «за аморальное поведение» (посещение храма), а голосование вынесено на комсомольское собрание. Студенты-сокурсники отстояли своего товарища, посчитав, что вера в Бога не повод для исключения из высшего учебного заведения.
После окончания института женился, хотя женитьба была необычная: его духовный наставник, известный старец Троице-Сергиевой лавры, посоветовал ему стать монахом. Молодой человек был уже влюблён и серьёзно не воспринял совета старца, а благословение на женитьбу взял у архиерея. Узнав об этом, старец вздохнул: «Теперь поделать нечего — благословение архиерея выше моего. Имей в виду, Анатолий, ты проживешь с ней 10 лет, она умрёт, у тебя останутся от неё двое детей, и ты всё равно станешь монахом». В 1977 году скончалась его супруга, оставив ему на воспитание двоих детей.

### Научная и медицинская деятельность
С 1966 по 1991 год прошёл путь от ординатора, аспиранта, ассистента, доцента, до кандидата (позднее — доктора) медицинских наук и профессора кафедры детской невропатологии в Российском государственном медицинском институте.
С 1985 по 1995 года исполнял обязанности главного невропатолога г. Москвы. C 1991 года руководил Реабилитационным центром для инвалидов, страдающих детским церебральным параличом.
В настоящее время является заместителем заведующего кафедрой клинической физиологии и нелекарственных методов терапии ФПКМР РУДН.

### Общественная деятельность
- член Общественного Совета при Федеральной службе Российской Федерации по контролю за оборотом наркотиков
- член Национального антикоррупционного комитета Российской Федерации.

### Церковное служение
В декабре 1991 года он был рукоположён в сан дьякона и начал служить в храме иконы Божией Матери «Живоносный Источник» в Царицыне, недалеко от Реабилитационного центра.
В 1993 году пострижен в монашество на Валааме с дальнейшим прохождением послушания на Московском подворье Валаамского монастыря. В 1995 году рукоположён во иеромонаха.
Настоятель храма прп. Серафима Саровского — Патриаршего подворья при институте трансплантологии и искусственных органов Московской медицинской академии им И. М. Сеченова, сотрудник Российского православного университета.
С 1996 года — руководитель Реабилитационного душепопечительского центра во имя святого праведного Иоанна Кронштадтского на Крутицком подворье. Центр занимается реабилитацией лиц с наркотический и алкогольной зависимостью и пострадавших от занятий оккультизмом и деятельности тоталитарных сект.
15 апреля 2009 года в Храме Христа Спасителя в Москве Патриархом Московским и всея Руси Кириллом возведен в сан игумена.

### Литературное творчество
Кроме публикаций в области педиатрии и неврологии, является автором большого количества книг, посвященных наиболее острым проблемам российского общества, таким как наркомания, оккультизм, взаимоотношения медицины и Церкви.
Научные публикации
- Бадалян Л.О., Берестов А.И., Дворников А.В. Головные боли у детей и подростков. — М.: МП "Рарог", 1991. — 60 с. — ISBN 5-87372-001-0.
- Иеромонах Анатолий (Берестов), Тузикова Ю.Б., Каклюгин Н.В. «Осторожно — Метадон! (заместительная метадоновая терапия в программах «снижения вреда»)». — М.: «Нет – Наркотикам», 2007. — 160 с. (копия (недоступная ссылка))
- Иеромонах Анатолий (Берестов), Каклюгин Н.В. Легальная наркоагрессия в России (Хроники необъявленной войны). — М.: Душепопечительский православный центр Святого праведного Иоанна Кронштадтского, Академия проблем безопасности, обороны и правопорядка, 2008. — 400 с. — 3000 экз. (недоступная ссылка)
- Неопятидесятничество: вирус в христианстве. Сборник трудов / под общ. ред. игумена Анатолия (Берестова). — М.: Издательство Душепопечительского центра во имя святого праведного Иоанна Кронштадтского, 2010. — Т. 4. — 440 с. — 4000 экз. — ISBN 978-5-904481-36-0. (недоступная ссылка)
- Иеромонах Анатолий (Берестов). Оккультное поражение человека // Расширенное заседание Общества православных врачей Санкт-Петербурга 8–10 мая 2001 г. — СПб.: Общество православных врачей Санкт-Петербурга имени свт. Луки (Войно-Ясенецкого), архиепископа Крымского, 2001.

Научно-популярные и духовно-нравственные
- Иеромонах Анатолий (Берестов). Число зверя на пороге третьего тысячелетия. — М.: Московское подворье Свято-Троицкой Сергиевой Лавры, «Новая книга», 1996. — 144 с.
- Иеромонах Анатолий (Берестов). Духовная агрессия против России. — Ноябрьск: ИПП «Благовест», 1997.
- Иеромонах Анатолий (Берестов). Чёрные тучи над Россией или бал колдунов. — Ноябрьск: ИПП «Благовест», 1998. — 44 с.
- Иеромонах Анатолий (Берестов), Алевтина Печёрская. «Православные колдуны» — кто они?. — Сретенский монастырь, "Новая книга", "Ковчег", 1998. Архивировано 22 августа 2014 года.
- Иеромонах Анатолий (Берестов), Горская Е.М., Николаев Н.Н. Удар по здоровью. Православие о современном питании и о биодобавках-обольстителях. — М.: Изд-во Душепопечительского Центра св. прав. Иоанна Кронштадтского, 2003. — 238 с. — ISBN 978-5-94264-007-1.
- Иеромонах Анатолий (Берестов). Грех, болезнь, исцеление. Беседы с православным врачом. — М.: Изд-во Душепопечительского Центра св. прав. Иоанна Кронштадтского, 2000. — 66 с.
- Иеромонах Анатолий (Берестов). Возвращение в жизнь. Духовные основы наркомании. Наркомания и право.. — М.: Издательство Душепопечительского Православного Центра св. прав. Иоанна Кронштадтского, 2004. — 304 с.
- Иеромонах Анатолий (Берестов), Владимир Решетов. „Колдуны“  в законе: критические заметки по законопроекту  „Об энергоинформационной безопасности“. — М.: Издательство Душепопечительского Православного Центра св. прав. Иоанна Кронштадтского, 1999. — 158 с. (недоступная ссылка) (копия Архивная копия от 25 марта 2013 на Wayback Machine)
- Иеромонах Анатолий (Берестов). Духовные основы наркомании // Сибирская православная газета. — 2003. — № 2.
- Выступление в краевом наркологическом диспансере 20 мая 2004 года // Приморские образовательные чтения памяти святых Кирилла и Мефодия: сборник тезисов и докладов. Выпуск 4. Владивосток, 17 — 21 мая 2004 г. / ред. свящ. Ростилав Мороз [и др.]. — Владивосток : Издательство Дальневосточного университета, 2005. — 232 с. — С. 217—227
- Иеромонах Анатолий (Берестов). Наркоманию вылечить нельзя, но победить можно. // Вечерний Новосибирск. — 25.03.2005.
- Иеромонах Анатолий (Берестов). Сознание и подсознание с позиции христианской антропологии. — Издательство Душепопечительского Православного Центра св. прав. Иоанна Кронштадтского. (копия), (копия)

## Награды
Награждён правом ношения набедренника и золотого наперсного креста. В 2009 году возведён в сан игумена.
Ордена:
- Орден прп. Серафима Саровского III степени[9] (31 октября 2013 год).